# Godefroy de Bouillon
Godefroy de Bouillon (în unele lucrări în română Godefroi de Bouillon, iar în valonă Godfrwè d' Bouyon, neerlandeză Godfried van Bouillon, germană Gottfried von Bouillon, latină Godefridus Bullionensis; n. 1060, Boulogne-sur-Mer – d. 18 iulie 1100, Ierusalim) a fost un cavaler medieval, unul dintre liderii Primei Cruciade din 1096 până la moartea sa. Din 1076 a fost Senior de Bouillon, domeniu de unde și-a luat numele, iar din 1087 a fost Duce al Lotharingiei Inferioare. După Asediul Ierusalimului din 1099, Godefroy a devenit primul suveran al Regatului Ierusalimului, dar nu a folosit titlul de „Rege”.

## Tinerețe
Godefroy s-a născut în jurul anilor 1060 fie la Boulogne-sur-Mer în Franța fie la Baisy, un oraș din Brabant, actualmente în Belgia. Aparținea unei familii nobile considerate de contemporani drept foarte nobilă și foarte ilustră, fapt justificat de înrudirea cu regii franci și de o strălucită linie de strămoși care guverna Lotharingia încă din anul 950. Bunicul său matern era Godefroy cel Bărbos, Duce de Lotharingia Superioară care, revoltat mai întâi împotriva suveranului Henric al III-lea al Sfântului Imperiu Roman, devine apoi timp de 10 ani un hotărât susținător al papalității, ca marchiz de Toscana, fratele său fiind Papa Ștefan al IX-lea. În 1065 Godefroy cel Bărbos se împacă cu suveranul romano-german, revenind ca Duce de Lotharingia Inferioară.
Godefroy era al doilea fiu al Contelui Eustațiu al II-lea de Boulogne și al Idei de Lorena. Ca cel de al doilea fiu, avea mai puține oportunități în viață decât fratele său mai mare și era predestinat unei cariere de cavaler în slujba unui nobil. Șansa lui a venit din partea unchiului din partea maternă, Godefroy cel Cocoșat, Duce de Lotharingia Inferioară, care a murit fără moștenitori și l-a numit pe Godefroy de Bouillon ca moștenitor la moartea sa, în februarie 1076. Ducatul era foarte important, fiind o zonă situată la frontiera Sfântului Imperiu cu Regatul Franței. Hotărârea finală de numire a noului duce aparținea împăratului romano-german iar tânărului Godefroy nu i s-a acordat decât regiunea Anvers, cu titlul de marchizat și senioria Bouillon. Titlul ducal i-a revenit fratelui împăratului Henric al IV-lea, Conrad.
Godefroy a rămas fidel împăratului, luptând alături de acesta împotriva forțelor lui Rudolf de Suabia și luând partea împăratului în lupta cu Papa Grigore al VII-lea. În același timp Godefroi a trebuit să mențină controlul teritoriilor ce i-au fost atribuite, acestea fiind revendicate de văduva unchiului său, Matilda de Toscana și de alte forțe exterioare familiei. A fost ajutat de frații săi Eustațiu și Balduin iar în urma acestor lupte îndelungate meritele sale i-au fost recunoscute și, în primele luni ale anului 1087, i s-a atribuit titlul ducal din Lotharingia Inferioară.
Ducatul lui Godefroy se întindea între Regatul Franței și Rin și cuprindea ținuturile Brabant, Hainaut, Limburg, Namurois, Luxemburg și o parte din Flandra; el mai includea, în întregime sau parțial, și episcopatele Köln, Trier, Liège și Cambrai. Teritoriul era bogat, era traversat de o importantă axă comercială medievală, valea Meusei, iar cultura era înfloritoare, mai ales datorită școlilor din Liège și a artei locale. De asemenea, ducatul se afla pe frontiera dintre limbile romanice și germanice, pe de o parte se vorbea limba valonă iar pe de alta limba flamandă. În afară de stăpânirea ducală din Lotharingia Inferioară, Godefroy mai moștenise de la unchiul său și titlul de conte de Verdun, care făcea din el mare protector al episcopatului de Verdun.

## Participarea la prima cruciadă

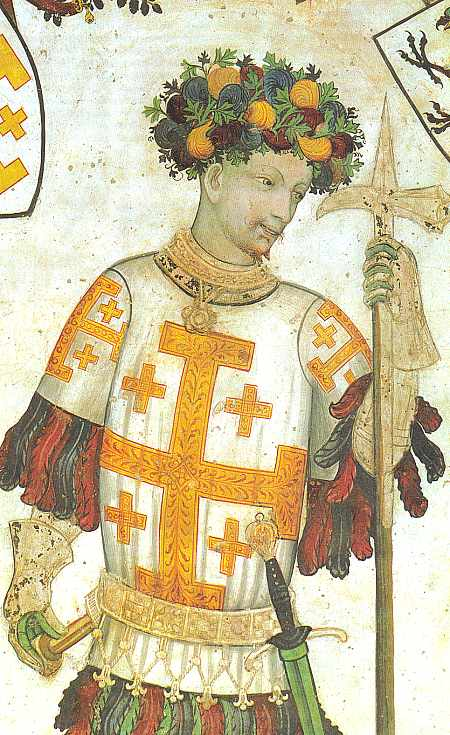
Godefroy de Bouillon, frescă din Saluzzo, Italia, cca 1420

În 1095, noul papă Urban al II-lea, a lansat la Clermont un apel pentru eliberarea Sfântului Mormânt de sub dominația musulmană și pentru sprijinirea forțelor bizantine. În 1096, pentru a-și finanța plecarea, Godefroy vinde o parte din domeniile sale sau le lasă drept gaj. Astfel Castelul Bouillon este achiziționat de Episcopul de Liège iar domeniul Stenay este achiziționat de Episcopul de Verdun. Patru grupuri importante de cruciați au plecat în aceeași perioadă: cel mai important, condus de Contele de Toulouse Raimond de Saint-Gilles, un grup condus de cavalerul normand Bohemund și unul condus de Robert, Conte de Flandra.
Godefroi, împreună cu fratele său mai mare Eustațiu și cu cel mai mic Balduin, care nu avea domenii feudale, pleacă în fruntea celui de al patrulea grup de la Bouillon pe data de 15 august 1096. Trece pe la Ratisbona, Viena, Belgrad și Sofia, ajungând la Constantinopol unde armata este oprită de împăratul Bizantin Alexios I Comnen. După lungi negocieri, acesta permite cruciaților să traverseze Bosforul în primăvara lui 1097, nu înainte de a cere acestora să îi restituie toate teritoriile cucerite de Selgiucizi. Armatele cruciate intră în Asia Mică, cuceresc Niceea, îi înving pe turci la Dorylaeum apoi asediează Antiohia.
În toate aceste lupte Godefroy are un rol minor, dar odată cu Asediul Ierusalimului din iunie-iulie 1099 legenda lui Godefroy începe să se formeze, el fiind printre primii cavaleri cruciați ce intră în oraș. Fatimizii ce ocupau orașul sunt învinși iar lui Godefroy îi este propusă coroana de Rege al Ierusalimului, dar acesta o refuză motivând faptul că nu poate să poarte o coroană de aur acolo unde Iisus a purtat o coroană de spini. Acceptă însă titlul de Protector al Sfântului Mormânt, recunoscând astfel primatul bisericii asupra Țării Sfinte. În calitate de protector avea rolul de a apăra Ierusalimul și mormântul lui Iisus iar apoi de a distribui teritorii cruciaților și de a cuceri și pacifica orașele din apropiere. De asemenea avea dreptul de a judeca și trebuia să asigure perenizarea economiei locale.
În august îi învinge încă odată pe Fatimizi în bătălia de la Ascalon iar ecoul victoriilor sale i-au permis să facă vasale orașele Acra, Ascalon, Arsuf, Jaffa și Caesarea. Godefroi moare pe data de 18 iulie 1100 la Ierusalim după ce s-a întors dintr-o expediție contra sultanului din Damasc. Sursele arabe afirmă că acesta a fost străpuns de o săgeată dar sursele creștine menționează îmbolnăvirea sa. Susținătorii lui Godefroy îl aleg pe fratele său Balduin ca "Rege al Ierusalimului", acesta fiind încoronat ca prim rege latin al Ierusalimului pe data de 25 decembrie 1100.

## Legenda lui Godefroy

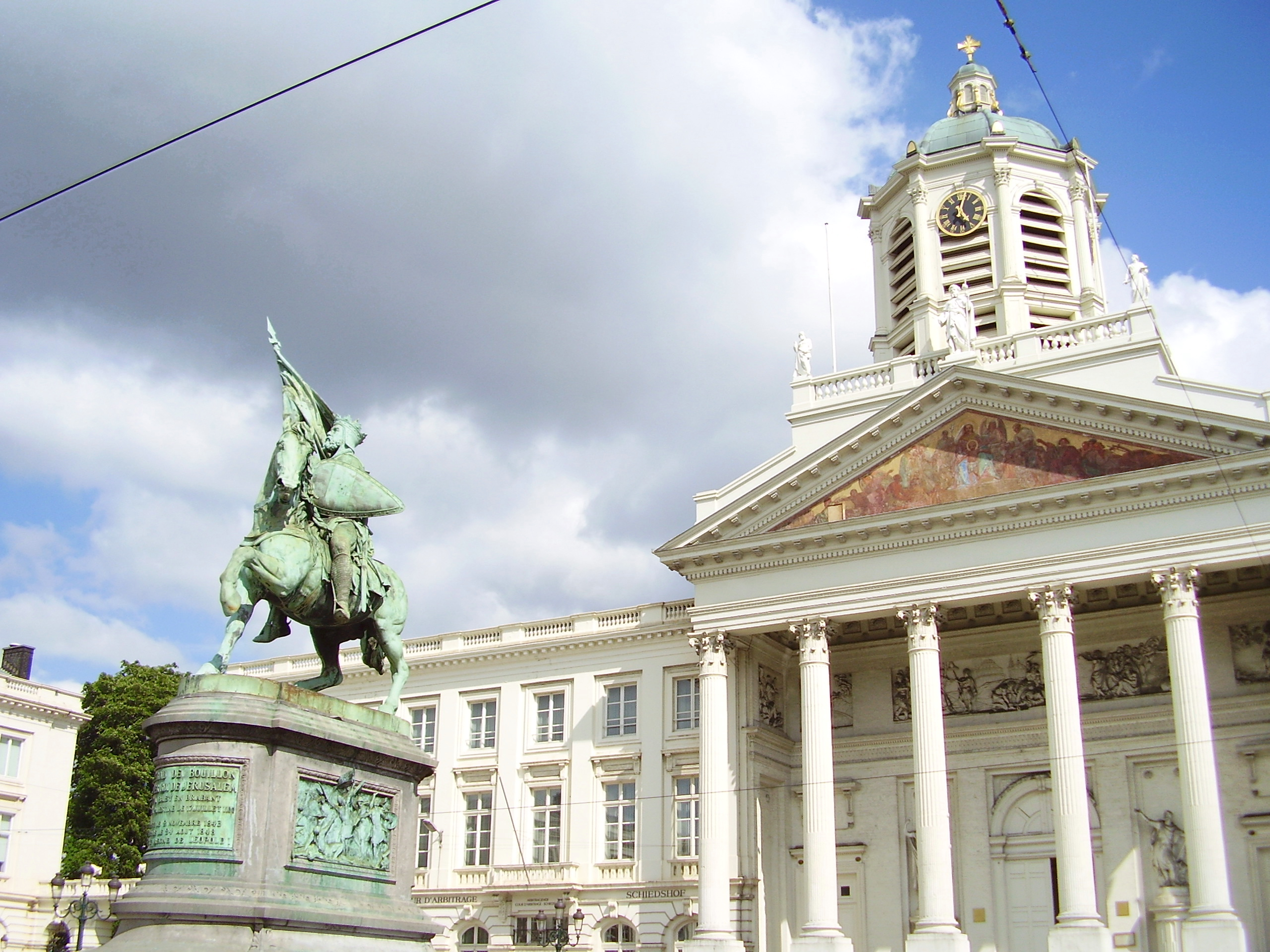
Statuia lui Godefroi din Bruxelles

Fiind primul conducător cruciat al Ierusalimului, Godefroy de Bouillon a fost idealizat în povestirile ulterioare. El a fost înfățișat ca lider al cruciaților, rege al Ierusalimului și un mare legiuitor. În realitate era unul dintre mulții lideri ai cruciadei, care îi includea și pe Raimond de Saint-Gilles, Bohemund de Taranto Robert de Flandra, Ștefan de Blois și Balduin de Boulogne precum și pe trimisul papal Adhémar de Montiel, Episcop de Le Puy. Fratele său Balduin a fost primul care a purtat titlul de rege, iar codul de legi ale Ierusalimului a fost editat de-a lungul timpului, acesta nefiind creația unică a lui Godefroi.
Rolul lui Godefroy a fost descris de Albert de Aix și de Raimond de Aguilers printre alții. În literatura populară, Godefroy era eroul a numeroase cântece populare franceze. Torquato Tasso l-a făcut pe Godefroy eroul principal al poemului său epic Gerusalemme Liberata iar Dante în Divina Comedie îl plasează pe Godefroy în Paradisul lui Marte împreună cu ceilalți "luptători ai credinței". În opera lui Handel „Rinaldo”, Godefroy de Bouillon apare ca Goffredo.
În 1830 odată cu independența Belgiei, noul stat își caută rădăcinile în diverși prinți ce au domnit pe teritoriul noului stat. Godefroi de Bouillon este apropiat de istoricii belgieni din perioadă și este utilizat în scopuri propagandistice, fiind înfățișat ca un model ideal, un personaj pios și curajos. O statuie a sa a fost ridicată în 1848 în piața palatului Regal din Bruxelles.